# Tornei di tennis femminili nel 1905
Prima della nascita del WTA Tour, ossia l'apertura alle tenniste professioniste dei tornei che prima di quell'anno erano riservati alle tenniste dilettanti, tutti gli eventi più importanti erano amatoriali, tra questi c'erano i tornei del Grande Slam: gli Australasian Championships, il Campionato francese di tennis, il Torneo di Wimbledon e gli U.S. National Championships.

## Gennaio
Nessun evento

## Febbraio
Nessun evento

## Marzo
Nessun evento

## Aprile
Nessun evento

## Giugno
| Settimana | Torneo                                                                   | Vincitore                          | Finalista                           | Semifinalisti | Eliminati ai quarti |
| --------- | ------------------------------------------------------------------------ | ---------------------------------- | ----------------------------------- | ------------- | ------------------- |
| giugno    | Campionato francese di tennis 1905 Parigi, Francia Terra rossa Singolare | Kate Gillou Fenwick 6-0, 11-9      | Yvonne de Pfeffel                   |               |                     |
| giugno    | Campionato francese di tennis 1905 Parigi, Francia Terra rossa Singolare |                                    |                                     |               |                     |
| 10 giugno | Kent Championships 1905 Beckenham, Gran Bretagna Singolare - Doppio      | Connie Wilson 6-2 6-4              | Alice Greene                        |               |                     |
| 10 giugno | Kent Championships 1905 Beckenham, Gran Bretagna Singolare - Doppio      |                                    |                                     |               |                     |
| 24 giugno | U.S. National Championships 1905 Filadelfia, USA Erba Singolare - Doppio | Elisabeth Moore 6-4, 5-7, 6-1      | Helen Homans                        |               |                     |
| 24 giugno | U.S. National Championships 1905 Filadelfia, USA Erba Singolare - Doppio | Helen Homans Carrie Neely 6-0, 6-1 | Marjorie Oberteuffer Virginia Maule |               |                     |

## Luglio
| Settimana | Torneo                                                        | Vincitore           | Finalista         | Semifinalisti | Eliminati ai quarti |
| --------- | ------------------------------------------------------------- | ------------------- | ----------------- | ------------- | ------------------- |
| 7 luglio  | Torneo di Wimbledon 1905 Londra, Gran Bretagna Erba Singolare | May Sutton 6-3, 6-4 | Dorothea Douglass |               |                     |
| 7 luglio  | Torneo di Wimbledon 1905 Londra, Gran Bretagna Erba Singolare |                     |                   |               |                     |

## Agosto
Nessun evento

## Settembre
Nessun evento

## Ottobre
| Settimana  | Torneo                                                                | Vincitore               | Finalista   | Semifinalisti | Eliminati ai quarti |
| ---------- | --------------------------------------------------------------------- | ----------------------- | ----------- | ------------- | ------------------- |
| 18 ottobre | Bay Counties Championships 1905 San Francisco, USA Singolare - Doppio | Hazel Hotchkiss 6-2 6-2 | Mrs Wattson |               |                     |
| 18 ottobre | Bay Counties Championships 1905 San Francisco, USA Singolare - Doppio |                         |             |               |                     |

## Novembre
Nessun evento

## Dicembre
| Settimana   | Torneo                                                                      | Vincitore                                         | Finalista                | Semifinalisti | Eliminati ai quarti |
| ----------- | --------------------------------------------------------------------------- | ------------------------------------------------- | ------------------------ | ------------- | ------------------- |
| 28 dicembre | New Zealand Championships 1905 Wellington, Nuova Zelanda Singolare - Doppio | Kathleen Mary Nunneley 6-3 6-2                    | Lucy Powdrell            |               |                     |
| 28 dicembre | New Zealand Championships 1905 Wellington, Nuova Zelanda Singolare - Doppio | Miss Campbell Lucy Powdrell 7-5 6-3               | Kate Nunneley Miss Ward  |               |                     |
| 28 dicembre | New Zealand Championships 1905 Wellington, Nuova Zelanda Singolare - Doppio | Doppio misto: Harold Parker Kate Nunneley 6-3 6-3 | Francis Fisher Miss Ward |               |                     |